# Pavuwiwuyuai
Pavuwiwuyuai (Pa-vu'-iui-wu'-yu-ai), banda iz skupine Mono-Paviotso, šira skupina Shoshonean, koji su nekada živjeli kod današnjeg Mammoth Cityja u okrugu Juab u američkoj državi Utah.

## Vanjske poveznice
- Hodge